# Champ-Dollon

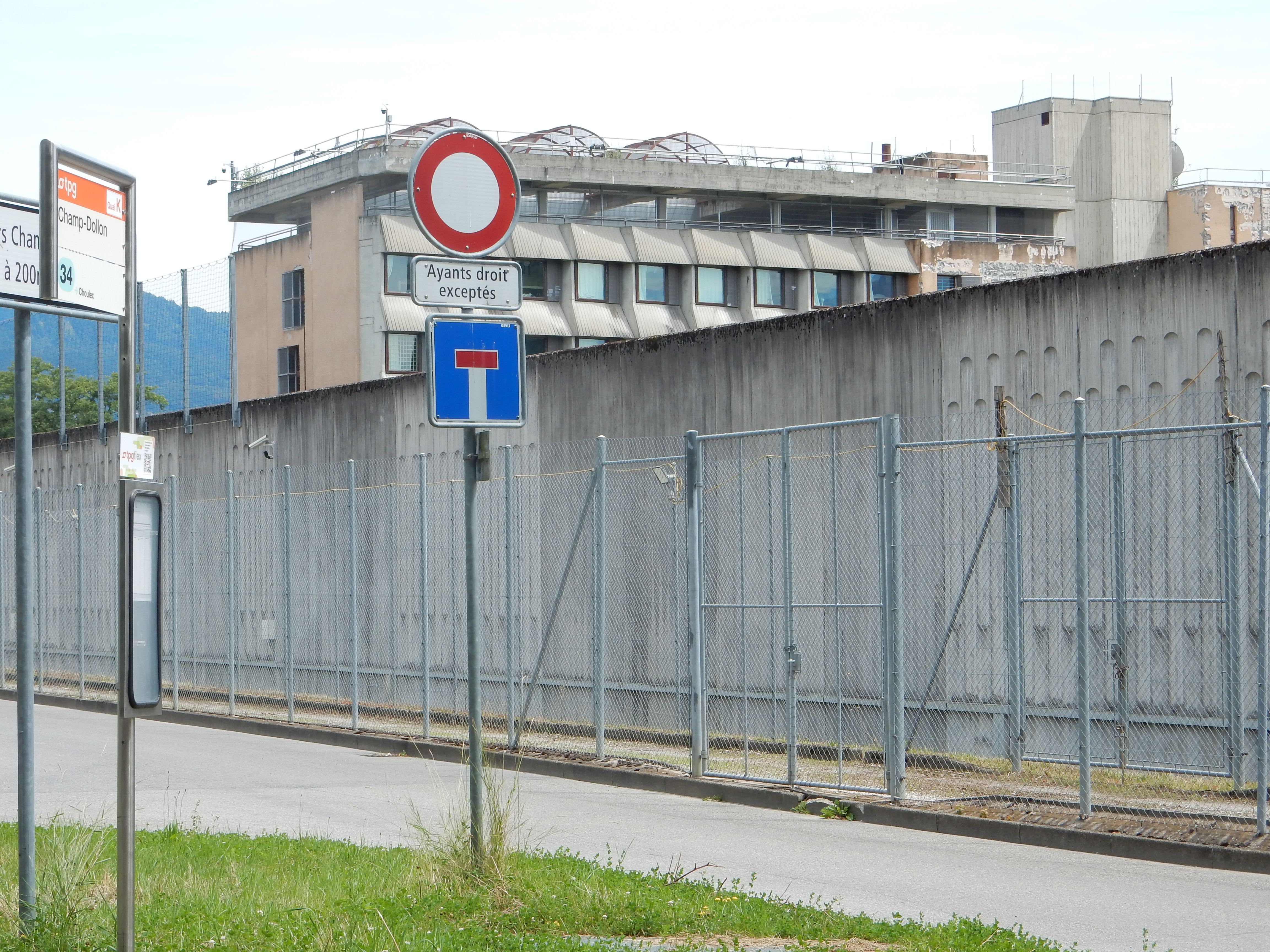
Ein Teil der Bauten des Gefängnisses Champ-Dollon (2024)

Champ-Dollon in der Gemeinde Puplinge ist ein Gefängnis im Kanton Genf.
Die Anstalt wurde 1977 eröffnet. Sie hat Einzel- und Mehrfachzellen für 244 Männer und 26 Frauen und dient in erster Linie der Unterbringung von Untersuchungsgefangenen. Seit 1986 stieg die Gefangenenzahl relativ kontinuierlich; 2013 war die Anstalt mit durchschnittlich 809 Gefangenen belegt.
Bekannt wurde Champ-Dollon durch den Ausbruch von Licio Gelli am 19. August 1983.